# Pegoscapus brasiliensis
Pegoscapus brasiliensis är en stekelart som först beskrevs av Mayr 1885.  Pegoscapus brasiliensis ingår i släktet Pegoscapus och familjen fikonsteklar. Inga underarter finns listade i Catalogue of Life.